# Edition Peters

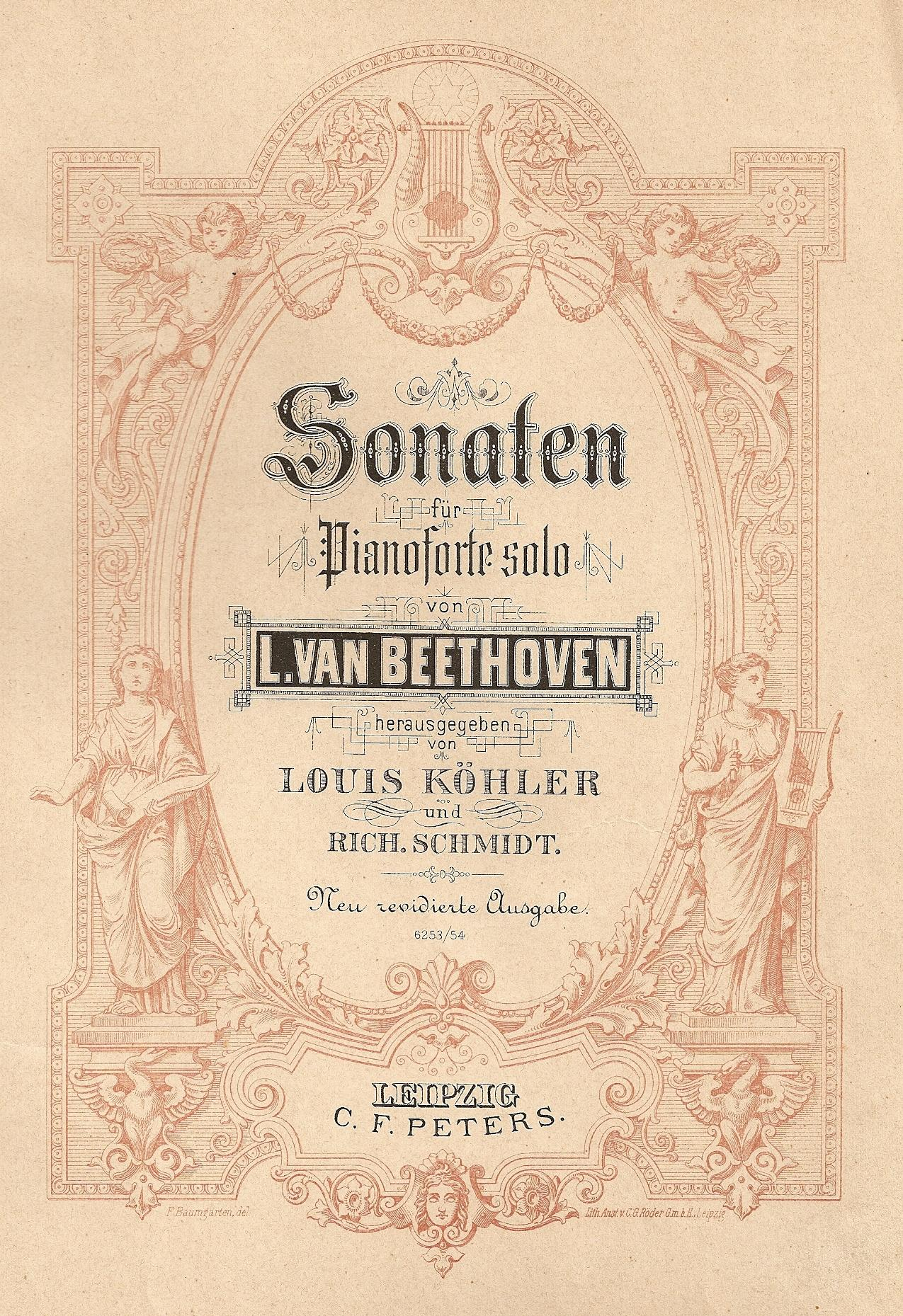
Portada d'una edició Peters de les sonates de Beethoven.

Edition Peters (o C. F. Peters Musikverlag) és una editorial alemanya de partitures, fundada el 1800 a Leipzig.
Des de 1860 ha estat dirigida per les famílies Abrahams i Hinrichsen, d'origen jueu. La companyia va ser confiscada pels nazis durant la Segona Guerra Mundial. Una part dels directius va fugir cap als Estats Units i altres van ser assassinats en camps de concentració. Després de la guerra la companyia va rebre un permís de la Unió Soviètica per continuar funcionant.
Walter Hinrichsen va tornar a refundar la companyia a Nova York el 1948. Ara l'editorial té seus a Londres, Frankfurt, Nova York i Leipzig. Peters Edition Ltd. (Londres), C.F. Peters Corporation (Nova York), C.F. Peters Musikverlag (Frankfurt/Main) i les firmes de Leipzig de l'edició Peters es van fusionar l'agost de 2010 per formar el grup Edition Peters Group. El juliol de 2014, van traslladar la seu de Frankfurt a Leipzig.
El 1893, l'aleshores editor en cap, Max Abraham (1831-1900) va crear la biblioteca pública i gratuïta Musikbibliothek Peters. La col·lecció impressionant de més de 24.000 objectes va sobreviure fins avui i es va integrar en la biblioteca municipal de la ciutat.